# 루 크라우스 주니어
루이스 버나드 크라우스 주니어(영어: Lewis Bernard Krausse Jr., 1943년 4월 25일~2021년 2월 16일)는 미국의 프로 야구 선수로, 12시즌 동안 메이저 리그 베이스볼(MLB)에서 투수로 뛰었다. 1961년부터 1974년까지 캔자스시티/오클랜드 애슬레틱스, 밀워키 브루어스, 보스턴 레드삭스, 세인트루이스 카디널스, 애틀랜타 브레이브스 등지를 거쳤다. 우투우타였고, 주로 선발투수를 맡았다. 커리어 초반 잠재력 있는 유망주로 평가받았으나, 팔 부상으로 고전했고 프로 시절 내내 타자들의 적은 득점 지원으로 어려움을 겪었다.
아버지는 과거 필라델피아 애슬레틱스에서 투수로 뛰었던 선수 출신으로, 애슬레틱스 구단이 캔자스시티로 연고지를 옮긴 이후 그곳에서 스카우트로 일하고 있었다. 크라우스는 1961년 고등학교를 졸업한 뒤 12만 5천 달러에 캔자스시티 애슬레틱스와 계약을 맺었고, 그해 6월 16일 메이저 리그 첫 등판 경기에서 선발로 나서서 완봉승을 거두었다. 이후 팔 부상으로 선수 생명에 위협을 받기도 했지만, 1966년부터 주전 선수로 자리잡아 그해 14승으로 개인 시즌 최다승을 올렸다. 1967년, 크라우스는 구단 비행기 탑승 중에 있었던 일련의 일로 인해 찰리 핀리 구단주와 갈등을 빚었고, 이러한 내분은 앨빈 다크 감독의 경질과 1루수 켄 해럴슨의 방출로 이어졌다. 1968년에 애슬레틱스 구단이 캘리포니아주로 연고지를 옮긴 후 오클랜드–알라메다 카운티 콜리시엄에서 치르는 첫 경기에 선발 등판했으며, 2년 후에는 밀워키 브루어스 구단 역사상 첫 경기에서 선발로 나섰고 같은 해 팀 사상 첫 완봉승을 거두었다. 1972년에 보스턴, 1973년에 세인트루이스, 1974년에 애틀랜타에서 뛰었으며 이후 마이너 리그에서 선수 생활을 이어가다가 은퇴했다. 이후 1983년부터 1997년까지 캔자스시티 지역에서 동업자들과 함께 금속 사업에 몸담았다.

## 출생과 성장
루 크라우스 주니어는 1943년 4월 25일에 펜실베이니아주 미디어에서 태어났다. 아버지 루 크라우스 시니어는 1931년과 1932년 두 해 동안 필라델피아 애슬레틱스에서 투수로 뛴 선수 출신이었고, 애슬레틱스 구단이 연고지를 캔자스시티로 옮긴 후 그 팀의 스카우트가 되었다. 크라우스 주니어는 펜실베이니아주에 있는 체스터 고등학교에 다녔고, 1961년에 졸업했다. 아마추어 야구 선수로 뛰면서 18번의 노히터를 기록하며 미국 전역에 있는 여러 팀들의 관심을 끌었던 크라우스는 1961년 6월 8일 아마추어 자유계약선수 신분으로 캔자스시티 애슬레틱스와 계약을 맺었는데, 계약 시점이 불과 고등학교 졸업을 한지 몇 시간 지나지 않았을 때였다. 애슬레틱스 구단은 12만 5천 달러의 보너스 계약을 맺었는데, 이는 막 프로에 발을 들여놓은 젊은 투수가 그해 메이저 리그에서 공을 던질 수 있는 기회를 가질 수 있을 것이라는 방증이기도 했다.

## 선수 경력

### 캔자스시티/오클랜드 애슬레틱스 (1961~1969)

#### 초고교급 투수의 첫 시즌 (1961)
프로 계약을 맺은 지 일주일이 조금 지난 시점에서, 18세의 크라우스는 메이저 리그에 데뷔했다. 6월 16일 캔자스시티의 뮤니시펄 스타디움에서 치러지는 신생팀 로스앤젤레스 에인절스와의 경기에 선발 등판해 3피안타 완봉승을 거두었고, 소속팀 캔자스시티는 4–0 승리를 거두었다. 그해 크라우스는 메이저 리그에서 가장 어린 선수였다. 당시 캔자스시티는 100패를 향해 달려가고 있었지만, 크라우스는 팬들의 관심을 끌었다. 찰리 핀리 구단주는 "[루가] 공을 던졌던 첫 4경기에서 경기장은 가득 찼고, 아마도 우리가 투자했던 돈은 회수했을 거예요."라고 나중에 당시를 떠올리며 말했다.
하지만 크라우스는 이후의 선발 기회에서 너무 많은 볼넷을 허용하며 그다지 만족스러운 투구를 보이지 못했다. 완봉승을 거둔 이후 5연패를 당했고, 그 이후에도 승리를 거두지 못하다가 9월 17일 시즌 마지막 등판이었던 워싱턴 세너터스와의 경기에서 2실점 완투를 하며 팀의 3–2 승리를 이끌었다. 그해 12경기(8선발)에 출전해 55+2⁄3이닝 동안 2승 5패, 평균자책점(ERA) 4.85, 32탈삼진, 46볼넷, 49피안타의 성적을 기록했다.

#### 마이너 리그와 팔 부상 (1962~1965)
1962년, 크라우스는 클래스 A 팀인 이스턴 리그의 빙엄턴 트리플렛츠에서 뛰었다. 4월 25일 첫 등판에서 엘마이라 파이오니어스를 상대로 16탈삼진을 잡아내며 팀의 4–3 승리에 기여했다. 하지만 시즌 내내 오른쪽 팔꿈치 부상으로 어려움을 겪었고, 결국 마이너 리그 시즌 종료가 두 달 남은 7월에 시즌을 마감해야 했다. 그해 12차례 선발로 나서 78이닝을 던지며 6승 4패, 3.81의 평균자책점, 78탈삼진, 38볼넷, 73피안타를 기록했다. 다시 공을 던질 수 있을지 불확실했던 크라우스는 11월에 메이오 클리닉에서 검진을 받았다. 결국 오프 시즌 기간에 수술울 받았고, 1963년이 되어서야 다시 투수로 복귀할 수 있었다.
1963년에는 클래스 AAA 팀인 퍼시픽 코스트 리그(PCL)의 포틀랜드 비버스에서 뛰었다. 시즌 전반기에는 어려움을 겪었지만, 후반기에는 더 나은 커맨드를 보여주었다. 이해에는 28경기(27선발) 출전, 177이닝 동안 13승 12패, 평균자책점 4.22, 115탈삼진, 87볼넷, 180피안타를 기록했고, 13승으로 팀 내에서 가장 많은 승수를 거뒀다.
1964년에는 드디어 빅리그에서 시즌을 시작했는데, 시즌이 개막된 후 일주일이 지나도록 경기에 나서지 않다가 4월 26일 워싱턴 세너터스와의 경기에서 선발 등판했다. 하지만 이 경기에서 3실점하며 1회를 넘기지 못한 채 강판되었고, 팀은 7–4로 패배했다. 그리고 다음날에 캔자스시티 산하에 새로 들어온 클래스 AAA팀인 댈러스 레인저스로 강등되었다. 그해 댈러스에서 31경기(27선발)에 출전, 192이닝 동안 7승 19패, 평균자책점 3.94, 135탈삼진, 74볼넷, 201피안타를 기록했다. 19패는 퍼시픽 코스트 리그에서 시즌 최다패였지만, 댈러스 타자들의 득점 지원이 적었던 것도 한몫했다. 댈러스 레인저스는 리그에서 가장 득점이 저조한 팀이었고, 밥 프랭클린 스포츠기자는 "빌리 솔 에스테스가 주심이었더라도 텍사스 사람들은 때때로 1점도 사들이지 못했을 것"이라고 풍자하기도 했다. 크라우스는 그해 9월 다시 애슬레틱스 선수단에 합류해 메이저 리그에서 4경기를 더 소화했다. 그해 빅리그에서 5경기에 출전(4선발), 14+2⁄3이닝 동안 무승 2패, 평균자책점 7.36, 9탈삼진, 9볼넷, 22피안타를 기록했다.
애슬레틱스 구단은 1965년 시즌이 시작되기 전 크라우스에 대한 마지막 옵션을 사용하면서 그를 퍼시픽 코스트 리그의 밴쿠버 마운티스로 내려보냈다. 크라우스는 밴쿠버 소속으로 23경기에 선발 등판해 162이닝 동안 12승 7패, 평균자책점 3.22, 116탈삼진, 46볼넷, 153피안타를 기록했다. 캔자스시티는 8월 14일에 그를 호출했고, 8월 17일 경기에 선발 등판시켰다. 크라우스는 이날 클리블랜드 인디언스와의 경기에서 6+2⁄3이닝을 던지며 팀의 3–2 승리를 이끌었고, 자신도 승리를 챙겼다. 9월 3일 캘리포니아 에인절스를 상대로 한 더블헤더 두 번째 경기에서는 7+1⁄3이닝 동안 무실점 피칭을 펼치면서, 팀의 1–0 승리를 이끌며 시즌 2승째를 따냈다. 이해 메이저 리그에서 7경기(5선발)에 나서 25이닝 동안 2승 4패, 5.04의 평균자책점, 22탈삼진, 8볼넷, 29피안타를 기록했다. 시즌이 끝난 이후에는 겨울 리그인 베네수엘라 프로페셔널 베이스볼 리그의 레오네스 델 카라카스에서 뛰면서 한 경기 21탈삼진을 잡아내 리그 기록을 세우기도 했다. 이러한 활약을 인상적으로 지켜본 에디 로팻 캔자스시티 단장은 "훨씬 더 성숙한 모습을 보여줬어요. … [그리고] 뛰어난 투수가 될 기회를 갖고 있습니다."라고 이야기했다.

#### 단일 시즌 개인 최다승 (1966)
1966년 스프링 트레이닝에서 앨빈 다크 애슬레틱스 감독은 타자를 상대할 때 스트라이크보다 볼이 더 많을 경우 크라우스가 체인지업을 던지게끔 했고, 이러한 접근 방식은 크라우스로 하여금 본인의 투구에 더욱 자신감을 갖게 했다. 크라우스는 이번 시즌 보직을 구원 투수로 시작했다. 그해 5월 27일, 크라우스는 이전 팀 동료 모 드라보스키가 저지른 짓궂은 장난의 희생양이 되었다. 볼티모어 오리올스로 유니폼을 갈아 입은 드라보스키는 뮤니시펄 스타디움의 불펜에 전화를 걸어 다크 감독의 목소리를 흉내냈고, 크라우스가 몸을 풀도록 지시했다가 조금 뒤에 다시 원래 자리로 돌아가도록 했다. 드라보스키가 세 번째 전화를 걸고 나서야 누군가가 그의 목소리를 눈치챘다. 드라보스키는 "그들이 서로 뒤엉켜서 루 크라우스를 서둘러 준비시키려고 하는 걸 당신이 봤어야 했어요. 아주 재미있었죠."라고 후일담을 전했다. 크라우스는 시즌 시작 후 6월 11일 경기까지 5차례의 세이브 기회에서 3세이브를 기록했고, 평균자책점은 3.07을 마크했다. 6월 13일 롤리 셸던이 보스턴 레드삭스로 트레이드되면서, 크라우스는 선발 로테이션의 한 축을 차지하게 되었다. 그로부터 이틀 후 시즌 첫 선발 등판 기회를 가진 크라우스는 시카고 화이트삭스를 상대로 7이닝 3실점을 하며 팀의 5–4 승리를 이끌었고, 시즌 2승을 따냈다. 4일 뒤인 6월 19일에는 캘리포니아 에인절스와의 더블헤더 첫 경기에서 상대 타선을 6피안타 완봉으로 막았고, 팀은 1–0으로 승리했다. 시즌 첫 6번의 선발 등판에서 5승을 거뒀고, 그 기간 평균자책점 2.56을 마크했다.
8월 19일 양키스와의 더블헤더 두 번째 경기에서는 8이닝 무실점 피칭을 펼치며 팀의 1–0 승리를 도왔고, 시즌 9승째를 거뒀다. 9월 2일에는 1실점 무자책 완투를 하며 팀의 5–1 승리에 공헌했다. 9월 16일에는 워싱턴 세너터스와 맞붙었는데, 경기가 치러지던 D. C. 스타디움에서 변압기 화재로 인해 경기장 조명 절반이 나가버리면서 서스펜디드 게임 선언이 되었고, 이틀 뒤 경기가 재개되었다. 이 경기에서 선발 등판했던 크라우스는 세너터스를 7+1⁄3이닝 동안 무실점으로 막아 승리 투수가 되었고, 팀은 3–0으로 승리했다. 이해 시즌 최종 성적은 36경기(22선발) 출전, 14승 9패, 평균자책점 2.99로, 아메리칸 리그에서 타격이 가장 약한 팀 중 하나로 손꼽히는 오클랜드 소속이었음에도 불구하고 크라우스 본인에게 있어서는 가장 많은 승을 거둔 시즌이었다. 또한 다른 네 명의 투수와 함께 아메리칸 리그 다승 부문 6위에 올랐으며, 평균자책점은 아메리칸 리그 9위였다. 이해 177+2⁄3이닝을 던졌고, 87탈삼진, 63볼넷, 144피안타를 기록했다.

#### 핀리 구단주와의 갈등 (1967)
크라우스는 1967년 개인 신상과 관련된 문제로 좋지 않은 한 해를 보냈다. 시즌 초반 2승 7패로 부진하면서 5월 27일 이후 불펜으로 보직을 변경했다. 6월 6일에 다시 선발 로테이션으로 복귀했지만, 7월 30일 선발 등판 이후에는 계속 구원 투수로 기용되었다. 시즌 중에 크라우스 어머니가 치명적인 심장마비를 겪는 일이 있었다. 그해 7월 7일에 크라우스가 캔자스시티에 있는 벨레리브 호텔에서 필립스 페트롤리엄 빌딩에 있는 빈 사무실을 향해 38구경 권총을 발사했다는 혐의가 제기되었지만, 경찰은 증거 불층분으로 그를 기소하지 않았다.
8월 18일, 핀리 애슬레틱스 구단주는 크라우스가 구단 비행기 안에서 소란을 피운 행위를 이유로 500달러의 벌금과 출장 정지를 명령했다. 다크 감독은 다른 선수 몇몇과 대화를 나눈 후, 크라우스가 애슬레틱스의 캐스터 몬테 무어에게 장난을 쳤고, 이에 무어가 "크라우스가 비행기 안에서 임산부에게 '부적절한 언어'를 사용했다"고 핀리 구단주에게 거짓으로 보고한 것으로 결론지었다. 다크 감독이 출장 정지 처분이 이행하기를 거부하자, 핀리 구단주는 워싱턴 세너터스 원정 때 그를 자신이 머무르는 워싱턴 D.C. 호텔 방으로 소환했다. 7시간 동안의 회의에서 핀리 구단주는 선수들이 다크 감독을 지지하면서도 핀리가 선수들을 감시하기 위해 스파이를 이용하는 것에 대해 비판하는 내용의 진술을 받았다. 이 과정에서 핀리 구단주는 다크 감독을 경질하려고 했다가, 다시 감독직을 맡기려 했다가, 최종적으로 경질을 통보했다. 이와 더불어 핀리 구단주는 자신을 두고 "스포츠에 대한 위협"이라고 이야기하며 크라우스의 편을 들어준 1루수 켄 해럴슨 또한 방출시켰다. 하지만 출장 정지 처분은 이후 빠르게 풀렸고, 크라우스는 8월 23일 경기를 기점으로 복귀했다. 크라우스는 출장 정지 처분이 정당했다고 말했었지만, 시간이 흐른 후 구단주가 자신을 협박해 출장 정지 처분에 대해 지지하는 발언을 하도록 했다고 주장했다. 메이저 리그 베이스볼 선수 협회의 마빈 밀러는 전국 노동 관계 위원회에 이와 관련해 고발을 진행했으나, 애슬레틱스 구단이 크라우스에 대한 처분을 취소하는 데 동의하면서 고발을 취소했다. 그럼에도 여전히 벌금을 내야 할 처지였던 크라우스를 비롯해 동료 투수 잭 애커와 짐 내시는 트레이드를 요구했다. 하지만 결과적으로 크라우스는 이후 두 시즌 더 애슬레틱스에 남았다. 크라우스는 이해 한 시즌에서 가장 많은 48경기(19선발)에 등판하면서 160이닝 동안 7승 17패, 6세이브, 평균자책점 4.28, 96탈삼진, 67볼넷, 140피안타를 기록했다. 17패는 조지 브루넷의 19패, 스티브 바버의 18패에 이은 아메리칸 리그 3위로, 팀 동료 캣피시 헌터, 짐 내시와 동률이었다.

#### 오클랜드 (1968~1969)
핀리 구단주와의 갈등이 있었지만, 크라우스는 1968년 시즌을 앞두고 애슬레틱스 선수단 중에 가장 먼저 계약을 마무리했다. 크라우스는 오프 시즌에 체스터의 항만에서 근무한 경험이 계약에 영향을 끼쳤다며 "[그것이] 저에게 있어 야구가 얼마나 즐거운 것인지 깨닫게 해줬어요. [그]것이 제게 다른 관점을 갖게 해줬죠."라고 말했다. 일전에 과거 팀 동료였던 빌 스태퍼드에게서 슬라이더를 배웠던 크라우스는 이해 시즌을 시작하며 선발 로테이션의 한 자리를 맡았다. 애슬레틱스 구단은 1967년 시즌을 마지막으로 캘리포니아주 오클랜드로 연고지를 옮겼고, 크라우스는 4월 17일 팀의 새로운 홈구장인 오클랜드–알라메다 카운티 콜리시엄에서의 첫 경기에 선발 등판해 5+1⁄3이닝 동안 4점을 내주며 팀의 4–1 패배를 막지 못했다. 이후 시즌 첫 일곱 번의 선발 등판에서 6패를 떠안았고, 6월 10일 경기까지 2승 7패를 기록했다. 하지만 그 이후 반등하며 7월 13일까지 4연승을 거뒀다. 7월 이후에 소속팀이 선발 로테이션을 5인에서 4인 체제로 변경하면서 크라우스는 불펜으로 내려가게 되었다. 이러한 변화에 대해 처음에 크라우는 "불만을 표했"지만, 구원 등판한 첫 다섯 경기에서 2승과 3세이브를 거두면서 다시 힘을 냈다고 이야기했다. 8월 23일부터는 다시 선발로 자주 기용되었다. 이해 시즌 성적은 36경기(25선발)에서 185이닝 동안 10승 11패, 4세이브, 평균자책점 3.11, 105탈삼진, 62볼넷, 147피안타를 기록했다.
1969년, 애슬레틱스 구단은 유망주 롤리 핑거스에게 선발 로테이션의 한 자리를 맡겼고, 크라우스는 팀의 마무리가 되었다. 스프링 트레이닝 기간에 아버지가 비치명적 심장마비를 겪는 일이 발생하며 크라우스는 훈련에 집중하지 못했다. 오클랜드의 선발진들이 시즌 초반에 여러 차례 완투를 했기 때문에, 상대적으로 크라우스는 자주 경기에 모습을 드러낼 수 없었다. 크라우스는 "저는 트레이드를 원합니다. 저는 리그의 다른 팀에서 선발로 뛸 수 있어요. 미니애폴리스, 클리블랜드, 보스턴 – 이 팀들은 제가 가고 싶은 팀들이에요."라고 말하며 트레이드를 요청했다. 크라우스는 6월까지 23경기에 출전하며 1승 3패, 5.59의 평균자책점을 기록했다.
이후 선발 로테이션에 있던 내시가 팔 부상을 겪으며 힘을 보충하기 위해 불펜으로 내려가면서, 크라우스는 7월에 선발로 복귀했다. 선발로 나선 시즌 첫 두 경기에서 1승 1패를 거둔 후, 7월 11일날 캘리포니아 에인절스를 상대로 달성한 완봉승을 시작으로 4연속 선발승을 거뒀다. 8월 15일에는 디트로이트 타이거스의 타선을 4피안타로 막아내면서 점수 4–0으로 또다시 완봉승을 만들어냈다. 하지만 그 이후 더 이상 승을 쌓지 못하고 9월 중순에 다시 불펜으로 돌아갔다. 이해 시즌 성적은 43경기(16선발)에 출전해 140이닝 동안 7승 7패, 커리어 하이인 7세이브, 평균자책점 4.44, 85탈삼진, 48볼넷, 134피안타를 기록했다. 시즌 중 타자로도 나서 4홈런을 기록했다.

### 밀워키 브루어스 (1970~1971)
1970년 1월 15일, 크라우스는 켄 샌더스, 필 루프, 마이크 허시버거와 함께 시애틀 파일럿츠로 트레이드되었고, 시애틀에서는 돈 민처, 론 클라크가 오클랜드로 보내졌다. 크라우스는 처음에 이적을 반기지 않았지만, 시애틀에서 더 자주 선발 기회를 보장받을 수 있음을 깨닫고 마음을 바꾸었다. 하지만 크라우스가 시애틀 유니폼을 입고 정규 시즌에 돌입하기도 전에 연고지와 구단명이 시애틀 파일럿츠에서 밀워키 브루어스로 변경되었다. 그해 4월 7일, 크라우스는 밀워키 카운티 스타디움에서 치러진 밀워키 브루어스 구단 역사상 첫 경기에서 캘리포니아 에인절스를 상대로 선발투수로 등판해 3이닝 동안 4실점했고, 팀의 12–0 패배를 막지 못하며 패전 투수가 되었다. 7월 7일 시카고 화이트삭스와의 경기에서는 팀의 1–0 승리를 지켜내며 밀워키 브루어스 구단 역사상 첫 완봉승을 달성했다. 이 완봉승은 6월 25일 경기에서부터 7월 24일 경기까지 크라우스가 이어온 6연승 중의 한 경기로, 이 연승을 통해 크라우스의 승패 기록은 10승 10패가 되었다. 하지만 그 이후부터 시즌이 종료될 때까지 승보다 패가 많은 3승 8패에 그쳤다. 밀워키 팀 타선이 이번 시즌 613득점을 기록했는데 이해 아메리칸 리그 구단 최저 득점을 기록한 캔자스시티 로열스보다 불과 2득점밖에 차이가 나지 않았고, 저조한 득점 지원은 크라우스에게 별로 도움이 되지 못했다. 크라우스는 이해 출전 경기 수(35), 투구 이닝(216), 탈삼진(130) 등의 여러 부문에서 커리어 하이 시즌을 만들어냈다. 하지만 시즌 18패로 아메리칸 리그에서 미키 롤리치의 19패 다음으로 많은 패전을 떠안았다. 이해 기록한 평균자채점은 4.75였다.
1971년, 크라우스는 마티 패틴에 이어 팀의 2선발로 시즌을 시작했다. 5월 1일 경기에서는 8이닝 동안 8안타를 내줬지만 무실점으로 양키스의 타선을 막아내며 팀의 1–0 승리를 도우며 시즌 첫 승을 따냈다. 6월 초까지 2승 8패의 저조한 성적을 거둔 크라우스는 "저는 이런 상황에 지쳤어요. 점수를 내주지 않는 투구를 더 이상 할 수 없어요."라고 말했고, 은퇴를 암시하면서 브루어스의 선발투수진이 월드 시리즈 우승팀의 일원이었다면 지난해 우승팀이었던 볼티모어 오리올스보다 더 많은 승을 따낼 수 있었을 것이라고 이야기했다. 크라우스는 6월 중순에 불펜으로 보직으로 옮겼으나, 남은 시즌 여전히 종종 선발로도 나섰고 9월이 되기 전에는 다시 선발 로테이션으로 복귀했다. 9월 11일에는 에인절스를 상대로 3안타만을 내주며 7이닝 동안 무실점 투구로 팀의 3–0 승리를 이끌며 시즌 7승을 따냈다. 이해 최종 성적은 43경기(22선발) 출전, 180+1⁄3이닝 동안 8승 12패에 평균자책점은 커리어 하이인 2.94, 92탈삼진, 62볼넷, 164피안타였다.

### 보스턴 레드삭스 (1972)
1971년 시즌이 종료 후 10일 뒤인 10월 10일, 보스턴 레드삭스와 밀워키 브루어스 사이에 10명의 선수가 오가는 초대형 트레이드가 성사되었다. 밀워키의 크라우스, 패틴, 토미 하퍼, 마이너 리그 외야수 팻 스크러블이 보스턴으로 보내졌고, 보스턴에서는 조지 스콧, 짐 론보그, 켄 브렛, 빌리 코니글리아로, 조 라후드, 돈 파블레티치가 밀워키로 이동했다. 새로운 팀에 대한 기대가 컸던 크라우스는 "강팀에서 뛰게 된 게 처음이에요. 우승을 경험할 수 있는 가장 좋은 기회에요."라고 말했다. 시즌 시작 후 보스턴의 선발진에 자리잡으려고 노력한 크라우스는 4월 30일 텍사스 레인저스와의 경기에서 9이닝 무실점 투구를 펼쳤고, 10회 연장 끝에 소속팀이 3–0으로 승리하면서 시즌 첫 승을 따냈다. 이후에도 계속 선발로 투입되었으나 내리 3패를 당했고 6월 2일까지 4.81의 평균자책점을 기록하며 불펜으로 보직이 전환되었다. 8월 20일 이후 소속팀 보스턴은 42경기를 남겨두고 있었고 크라우스도 빅리그에 계속 남아 있었지만, 전혀 경기에 출전하지 않았다. 시즌 성적은 24경기(7선발)에서 60+2⁄3이닝을 던지며 1승 3패, 평균자책점 6.38, 35탈삼진, 28볼넷, 74피안타였다.

### 세인트루이스 카디널스 (1973)
보스턴 레드삭스는 1973년 스프링 트레이닝 막바지인 3월 27일에 크라우스를 방출했다. 그로부터 4일 뒤, 크라우스는 오클랜드 애슬레틱스와 계약을 맺었지만 이는 마이너 리그 계약이었다. 그해 대부분을 퍼시픽 코스트 리그의 투손 토로스에서 뛰며 45경기(3선발)에 출전해 105이닝 동안 6승 4패, 12세이브, 평균자책점 2.49, 54탈삼진, 43볼넷, 110피안타를 기록했다. 빅리그 로스터가 확대되는 9월 1일에 세인트루이스 카디널스는 크라우스의 계약을 사들였으나, 크라우스는 그해 세인트루이스에서 한 경기밖에 출전하지 못했다. 시즌 후 카디널스 구단은 그를 방출시켰다.

### 애틀랜타 브레이브스 (1974)
1973년 12월 17일, 애틀랜타 브레이브스는 크라우스와 계약했다. 스프링 트레이닝 이후 빅리그 로스터에 들지 못하면서, 그해 4월 11일 오클랜드 애슬레틱스가 크라우스의 계약을 사들였다. 투손에서 11경기 동안 1.08의 평균자책점을 기록하자, 브레이브스 구단은 5월 16일 크라우스의 계약을 다시 사들여 손가락 부상으로 부상자 명단에 오론 론 리드를 대신해 불펜에 힘이 되어주길 바랐다. 그해 브레이브스에서의 첫 경기였던 5월 17일, 크라우스는 연장 10회와 11회를 무실점으로 막고 팀의 5–3 승리에 기여하며 승리를 따냈다. 7월 12일과 20일에는 4+1⁄3이닝을 던지며 이번 시즌 구원으로 나서 가장 많은 이닝을 기록했다. 8월 23일 뉴욕 메츠와의 더블헤더 2차전에서는 선발로 나서 6이닝 동안 한 개의 안타만을 허용하며 팀의 6–0 승리를 이끌었고, 시즌 4승을 따냈다. 9월 23일 로스앤젤레스 다저스와의 경기에서는 1⁄3이닝 동안 2점을 허용했고 소속팀은 4–3으로 패했으며, 이 경기가 크라우스의 시즌 마지막 경기가 되었다. 이번 시즌 29경기(4선발)에 나서 66+2⁄3이닝 동안 4승 3패, 평균자책점 4.19, 27탈삼진, 32볼넷, 65피안타를 기록했다. 12월 16일, 브레이브스 구단은 크라우스를 방출했다.
1975년, 크라우스는 오클랜드 애슬레틱스 산하의 투손으로 돌아와 44경기(4선발)에 출전해 8승 4패를 기록했지만, 5.40의 평균자책점으로 리그 평균보다 1점 정도 평균자책점이 높았다. 이해 시즌을 마지막으로 크라우스는 선수로서 은퇴했다.

## 통산 기록과 투구 스타일
크라우스는 메이저 리그에서 통산 321경기에 출전했고, 그중 167경기에서 선발로 나섰다. 1,284이닝을 던지며 68승 91패를 기록했고, 1,205개의 안타를 허용했으며, 721탈삼진과 493볼넷을 기록했다. 통산 평균자책점은 4.00이었다.
원래 속구와 커브 투 피치 유형의 선수였던 크라우스는 이후 프로 선수 생활을 이어나가면서 체인지업과 슬라이더를 추가했다. 다크 감독은 1966년에 크라우스를 두고 "그의 커브는 특별합니다. 칼 어스킨이 많이 떠오르네요."라고 말했다. 같은 해 다크 감독과 콧 딜 투수 코치는 크라우스가 체인지업을 잘 던질 수 있도록 도왔다.
| 연 도      | 소 속      | 등 판 | 선 발 | 완 투 | 완 봉 | 무 4 구 | 승 리 | 패 전 | 세 이 브 | 홀 드 | 승 률 | 타 자 | 이 닝  | 피 안 타 | 피 홈 런 | 볼 넷 | 고 4 | 몸 맞 | 탈 삼 진 | 폭 투 | 보 크 | 실 점 | 자 책 점 | 평 자 책 | W H I P |
| ---------- | ---------- | ----- | ----- | ----- | ----- | ------- | ----- | ----- | -------- | ----- | ----- | ----- | ------ | -------- | -------- | ----- | ---- | ----- | -------- | ----- | ----- | ----- | -------- | -------- | ------- |
| 1961년     | KC         | 12    | 8     | 2     | 1     |         | 2     | 5     | 0        |       | .286  | 255   | 55.2   | 49       | 3        | 46    | 0    | 1     | 32       | 2     | 0     | 33    | 30       | 4.85     | 1.707   |
|            |            |       |       |       |       |         |       |       |          |       |       |       |        |          |          |       |      |       |          |       |       |       |          |          |         |
| 1964년     | KC         | 5     | 4     | 0     | 0     |         | 0     | 2     | 0        |       | .000  | 78    | 14.2   | 22       | 1        | 9     | 0    | 2     | 9        | 2     | 0     | 14    | 12       | 7.36     | 2.114   |
| 1965년     | KC         | 7     | 5     | 0     | 0     |         | 2     | 4     | 0        |       | .333  | 110   | 25.0   | 29       | 1        | 8     | 0    | 0     | 22       | 0     | 0     | 14    | 14       | 5.04     | 1.480   |
| 1966년     | KC         | 36    | 22    | 4     | 1     |         | 14    | 9     | 3        |       | .609  | 733   | 177.2  | 144      | 8        | 63    | 8    | 6     | 87       | 6     | 0     | 69    | 59       | 2.99     | 1.165   |
| 1967년     | KC         | 48    | 19    | 0     | 0     |         | 7     | 17    | 6        |       | .292  | 681   | 160.0  | 140      | 17       | 67    | 6    | 4     | 96       | 5     | 0     | 85    | 76       | 4.28     | 1.294   |
| 1968년     | OAK        | 36    | 25    | 2     | 0     |         | 10    | 11    | 4        |       | .476  | 758   | 185.0  | 147      | 16       | 62    | 9    | 3     | 105      | 3     | 0     | 68    | 64       | 3.11     | 1.130   |
| 1969년     | OAK        | 43    | 16    | 4     | 2     |         | 7     | 7     | 7        |       | .500  | 589   | 140.0  | 134      | 23       | 48    | 8    | 5     | 85       | 3     | 0     | 75    | 69       | 4.44     | 1.300   |
| 1970년     | MIL        | 37    | 35    | 8     | 1     |         | 13    | 18    | 0        |       | .419  | 944   | 216.0  | 235      | 33       | 67    | 15   | 4     | 130      | 3     | 0     | 130   | 114      | 4.75     | 1.398   |
| 1971년     | MIL        | 43    | 22    | 1     | 0     |         | 8     | 12    | 0        |       | .400  | 760   | 180.1  | 164      | 23       | 62    | 10   | 5     | 92       | 1     | 1     | 67    | 59       | 2.94     | 1.253   |
| 1972년     | BOS        | 24    | 7     | 0     | 0     |         | 1     | 3     | 1        |       | .250  | 280   | 60.2   | 74       | 9        | 28    | 2    | 3     | 35       | 2     | 0     | 48    | 43       | 6.38     | 1.681   |
| 1973년     | STL        | 1     | 0     | 0     | 0     |         | 0     | 0     | 0        |       |       | 9     | 2.0    | 2        | 0        | 1     | 0    | 0     | 1        | 0     | 0     | 0     | 0        | 0.00     | 1.500   |
| 1974년     | ATL        | 29    | 4     | 0     | 0     |         | 4     | 3     | 0        | 0     | .571  | 293   | 66.2   | 65       | 3        | 32    | 4    | 2     | 27       | 2     | 0     | 32    | 31       | 4.19     | 1,455   |
| 통산: 12년 | 통산: 12년 | 321   | 167   | 21    | 5     |         | 68    | 91    | 21       | 0     | .428  | 5490  | 1283.2 | 1205     | 137      | 493   | 62   | 35    | 721      | 29    | 1     | 635   | 571      | 4.00     | 1.323   |

## 개인사
크라우스는 1969년 11월의 승무원 출신의 수잔 위커섐(Susan Wickersham)과 결혼했고, 둘은 크라우스가 사망할 때까지 결혼 생활을 유지했다. 둘 사이에는 두 아들 커트(Kurt)와 채드(Chad)를 두었고, 두 아들은 성인이 된 후 캔자스시티에서 거주했다. 오프 시즌만 되면 크라우스는 다양한 종류의 일을 했다. 전직 메이저 리거였던 미키 버넌과 대니 머토와 함께 펜실베이니아주 체스터에 있는 옷가게에서 일하기도 했고, 그 이외에도 항만 노동자나 부동산 중개업자, 정기권 판매업자, 호텔 홍보 담당자 등으로 일했다. 크라우스는 1963년의 아버지의 뒤를 이어 1981년에 델라웨어 카운티 명예의 전당에 입성했다. 선수로서 은퇴한 후 계속 세일즈맨으로 일했던 크라우스는 1983년 캔자스시티에서 프레드 폴슨, 빌 드러먼드와 함께 금속 사업을 시작했다. 사업을 여섯 개 주까지 확장시킨 1997년, 크라우스와 드러먼드는 사업체를 더 규모가 큰 회사에 팔아 넘겼다. 크라우스는 은퇴 후 골프에 열정적으로 임했고, 시골인 미주리주 홀트에서 지내며 라스베이거스와 처칠 다운스로 가는 여행을 즐겼다. 크라우스는 암으로 인해 2021년 2월 16일에 77세의 나이로 세상을 떠났다.

### 내용주
1. ↑  "We packed the park the first four times [Lew] pitched for us and probably got our money back,"
2. ↑  The Texans at times couldn't have bought a run if Billy Sol Estes was the plate umpire"
3. ↑  "This is the first time I've been with a contender. It's easily the best shot I've ever had at a pennant."

### 참조주
1. 1 2 3 4 5 6 7 8 9 10 11 12 13 14 15 16 17 18 19 20 21 22 23 24 25  “Lew Krausse Statistics and History”. 《Baseball-Reference.com》 (영어). Sports Reference LLC. 2021년 2월 18일에 원본 문서에서 보존된 문서. 2021년 2월 17일에 확인함. (Lew Jr.)
2. 1 2 3 4 5 6 7 8 9 10 11 12 13 14 15 16 17 18 19 20 21 22  Skelton, David E. “Lew Krausse”. 《SABR》 (영어). Society for American Baseball Research. 2021년 2월 18일에 원본 문서에서 보존된 문서. 2021년 2월 17일에 확인함.
3. ↑  “Lew Krausse Statistics and History”. 《Baseball-Reference.com》 (영어). Sports Reference LLC. 2021년 2월 19일에 원본 문서에서 보존된 문서. 2021년 2월 17일에 확인함. (Lew Sr.)
4. 1 2  “Krausse Remembered Dad”. 《The Times (Munster, IN)》 (영어). 1967년 8월 25일. 2021년 10월 4일에 원본 문서에서 보존된 문서. 2021년 10월 3일에 확인함 – Newspapers.com 경유.
5. ↑  “Lew Krausse Jr. Gets Big Bonus”. 《Spartanburg Herald》 (영어) (Spartanburg, South Carolina). 1961년 6월 8일. 2016년 7월 30일에 원본 문서에서 보존된 문서. 2010년 4월 30일에 확인함.
6. ↑  “30 Years Later, Son Tops Father's Fete”. 《Delaware County Daily Times》 (영어). 1961년 6월 17일. 2021년 10월 12일에 원본 문서에서 보존된 문서. 2021년 10월 5일에 확인함 – Newspapers.com 경유.
7. ↑  “Ol' Doc Finley Tells Medics Just Where Baseball is Hurting”. 《The Sporting News》 (영어). 1963년 11월 30일. 18쪽.
8. ↑  “Lew Krausse 1961 Pitching Gamelogs”. 《Baseball-Reference》 (영어). 2021년 10월 6일에 원본 문서에서 보존된 문서. 2021년 10월 5일에 확인함.
9. 1 2 3 4 5 6 7 8 9 10  “Lew Krausse Minor Leagues Statistics & History”. 《Baseball-Reference》 (영어). 2021년 10월 6일에 원본 문서에서 보존된 문서. 2021년 10월 5일에 확인함.
10. ↑  “25's a Heap But Krausse No Mouse”. 《Press and Sun-Bulletin (Binghamton, NY)》 (영어). 1962년 4월 26일. 2021년 10월 12일에 원본 문서에서 보존된 문서. 2021년 10월 5일에 확인함 – Newspapers.com 경유.
11. ↑  “Medical Test to Determine Krausse's Future in Game”. 《The Sporting News》 (영어). 1962년 11월 10일. 19쪽.
12. ↑  McGuff, Joe (1964년 4월 27일). “A's Face Problems In Reducing Squad To 25-Player Limit”. 《The Kansas City Star》 (영어). 2021년 10월 12일에 원본 문서에서 보존된 문서. 2021년 10월 5일에 확인함 – Newspapers.com 경유.
13. ↑  “1964 Pacific Coast League Pitching Leaders”. 《Baseball-Reference》 (영어). 2021년 10월 6일에 원본 문서에서 보존된 문서. 2021년 10월 5일에 확인함.
14. 1 2  Franklin, Bob (1965년 4월 13일). “Krausse Sent to Vancouver Club”. 《Delaware County Daily Times》 (영어). 2021년 10월 12일에 원본 문서에서 보존된 문서. 2021년 10월 6일에 확인함 – Newspapers.com 경유.
15. ↑  “Lew Krausse 1964 Pitching Gamelogs”. 《Baseball-Reference》 (영어). 2021년 10월 6일에 원본 문서에서 보존된 문서. 2021년 10월 5일에 확인함.
16. ↑  Olsen, Edward G. (1965년 8월 29일). “Familiar Arm Trouble Threatens Career of Lew Krausse, Jr.”. 《The Philadelphia Inquirer》 (영어). 2021년 10월 12일에 원본 문서에서 보존된 문서. 2021년 10월 6일에 확인함 – Newspapers.com 경유.
17. ↑  “Kansas City Athletics at California Angels Box Score, September 3, 1965”. 《Baseball-Reference》 (영어). 2021년 10월 7일에 원본 문서에서 보존된 문서. 2021년 10월 6일에 확인함.
18. ↑  “Find out who holds the record for most strikeouts in a single game around the world”. 《Con Las Bases Llenas》 (영어). 2020년 1월 3일. 2021년 4월 10일에 원본 문서에서 보존된 문서. 2021년 2월 19일에 확인함.
19. ↑  “From Laggard to Lu-Lu – That's A's Krausse Tale”. 《The Sporting News》 (영어). 1966년 2월 5일. 24쪽.
20. 1 2  Padwe, Sandy (1966년 8월 10일). “Lew Krausse Finally Makes It With Kansas City A's”. 《The Chillicothe Constitution-Tribune》 (영어). 2021년 10월 12일에 원본 문서에서 보존된 문서. 2021년 10월 10일에 확인함 – Newspapers.com 경유.
21. 1 2 3  “Lew Krausse 1966 Pitching Gamelogs”. 《Baseball-Reference》 (영어). 2021년 10월 6일에 원본 문서에서 보존된 문서. 2021년 10월 10일에 확인함.
22. ↑  Lesch, R. J. “Moe Drabowsky”. 《SABR》 (영어). 2020년 4월 20일에 원본 문서에서 보존된 문서. 2020년 1월 15일에 확인함.
23. ↑  “Prankster pitcher Moe Drabowsky dies at age 70”. 《ESPN》 (영어). Associated Press. 2006년 6월 11일. 2006년 12월 15일에 원본 문서에서 보존된 문서. 2007년 1월 14일에 확인함.
24. ↑  “Rollie Sheldon Stats”. 《Baseball-Reference》 (영어). 2021년 10월 1일에 원본 문서에서 보존된 문서. 2021년 10월 10일에 확인함.
25. ↑  Van Valkenburg, Jim (1966년 6월 23일). “Lew Krausse Is Glad To Quit The Bullpen”. 《The Town Talk》 (영어). Alexandria, LA. 2021년 10월 12일에 원본 문서에서 보존된 문서. 2021년 10월 10일에 확인함.
26. ↑  “Kansas City Athletics at Chicago White Sox Box Score, June 15, 1966”. 《Baseball-Reference》 (영어). 2020년 8월 20일에 원본 문서에서 보존된 문서. 2021년 10월 10일에 확인함.
27. ↑  “California Angels at Kansas City Athletics Box Score, June 19, 1966”. 《Baseball-Reference》 (영어). 2016년 4월 4일에 원본 문서에서 보존된 문서. 2021년 10월 10일에 확인함.
28. ↑  “Kansas City Athletics at New York Yankees Box Score, August 19, 1966”. 《Baseball-Reference》 (영어). 2020년 10월 2일에 원본 문서에서 보존된 문서. 2021년 10월 10일에 확인함.
29. ↑  “Boston Red Sox at Kansas City Athletics Box Score, September 2, 1966”. 《Baseball-Reference》 (영어). 2021년 2월 6일에 원본 문서에서 보존된 문서. 2021년 10월 10일에 확인함.
30. ↑  Couch, Dick (1966년 9월 17일). “Athletics Left in the Dark at Washington”. 《Moberly Monitor-Index》 (영어). 2021년 10월 12일에 원본 문서에서 보존된 문서. 2021년 10월 10일에 확인함 – Newspapers.com 경유.
31. ↑  “Kansas City Athletics at Washington Senators Box Score, September 16, 1966”. 《Baseball-Reference》 (영어). 2020년 9월 2일에 원본 문서에서 보존된 문서. 2021년 10월 10일에 확인함.
32. ↑  “1966 American League Pitching Leaders”. 《Baseball-Reference》 (영어). 2020년 12월 21일에 원본 문서에서 보존된 문서. 2020년 4월 2일에 확인함.
33. ↑  Dark & Underwood 1980, 127쪽
34. ↑  “Lew Krausse 1967 Pitching Gamelogs”. 《Baseball-Reference》 (영어). 2021년 10월 6일에 원본 문서에서 보존된 문서. 2021년 10월 10일에 확인함.
35. ↑  Dark & Underwood 1980, 128쪽
36. ↑  “Shooting Incident Draws Police Retort”. 《The Manhattan Mercury (KS)》 (영어). 1967년 9월 8일. 2021년 10월 3일에 원본 문서에서 보존된 문서. 2021년 10월 3일에 확인함 – Newspapers.com 경유.
37. ↑  Aron, Eric. “Alvin Dark”. 《SABR》 (영어). Society for American Baseball Research. 2020년 9월 19일에 원본 문서에서 보존된 문서. 2020년 9월 14일에 확인함.
38. 1 2  Dark & Underwood 1980, 128–129쪽
39. ↑  Underwood, John (1974년 3월 4일). “Al Dark at the Top of the Stairs”. 《Sports Illustrated》 (영어). 2021년 10월 12일에 원본 문서에서 보존된 문서. 2020년 9월 19일에 확인함.
40. ↑  “A's Muddle Runs Deeper”. 《The Manhattan Mercury (KS)》 (영어). 1967년 9월 8일. 2021년 10월 3일에 원본 문서에서 보존된 문서. 2021년 10월 3일에 확인함 – Newspapers.com 경유.
41. ↑  “1967 AL Pitching Leaders”. 《Baseball-Reference》 (영어). 2021년 1월 13일에 원본 문서에서 보존된 문서. 2020년 4월 3일에 확인함.
42. ↑  “Krausse Buries Hatchet, Leads A's Pact Parade”. 《The Sporting News》 (영어). 1968년 2월 3일. 35쪽.
43. 1 2 3  “Lew Krausse 1968 Pitching Gamelogs”. 《Baseball-Reference》 (영어). 2021년 10월 6일에 원본 문서에서 보존된 문서. 2021년 10월 10일에 확인함.
44. 1 2  “A's Host Orioles in Oakland Debut Tonight”. 《The San Francisco Examiner》 (영어). 1968년 4월 17일. 2021년 10월 12일에 원본 문서에서 보존된 문서. 2021년 10월 10일에 확인함 – Newspapers.com 경유.
45. ↑  “Baltimore Orioles at Oakland Athletics Box Score, April 17, 1968”. 《Baseball-Reference》 (영어). 2021년 3월 11일에 원본 문서에서 보존된 문서. 2021년 10월 10일에 확인함.
46. ↑  Bergman, Ron (1968년 8월 11일). “Krausse on Relief And Happy With It”. 《Oakland Tribune》 (영어). 2021년 10월 12일에 원본 문서에서 보존된 문서. 2021년 10월 10일에 확인함 – Newspapers.com 경유.
47. ↑  “'Hello, Job Corps, A's Relievers Calling,'”. 《The Sporting News》 (영어). 1969년 6월 7일. 10쪽.
48. 1 2 3  “Lew Krausse 1969 Pitching Gamelogs”. 《Baseball-Reference》 (영어). 2021년 10월 6일에 원본 문서에서 보존된 문서. 2021년 10월 10일에 확인함.
49. ↑  “A's Lead With Ace Tonight”. 《The San Francisco Examiner》 (영어). 1969년 7월 1일. 2021년 10월 12일에 원본 문서에서 보존된 문서. 2021년 10월 10일에 확인함 – Newspapers.com 경유.
50. ↑  “Detroit Tigers at Oakland Athletics Box Score, August 15, 1969”. 《Baseball-Reference》 (영어). 2021년 3월 4일에 원본 문서에서 보존된 문서. 2021년 10월 10일에 확인함.
51. 1 2 3  “Lew Krausse 1970 Pitching Gamelogs”. 《Baseball-Reference》 (영어). 2021년 10월 6일에 원본 문서에서 보존된 문서. 2021년 10월 10일에 확인함.
52. ↑  1986 Topps baseball card of Chuck Porter, # 292
53. ↑  “1970 AL Pitching Leaders”. 《Baseball-Reference》 (영어). 2020년 5월 27일에 원본 문서에서 보존된 문서. 2020년 4월 27일에 확인함.
54. ↑  “1971 Milwaukee Brewers Pitching Game Log”. 《Baseball-Reference》 (영어). 2016년 1월 2일에 원본 문서에서 보존된 문서. 2021년 10월 11일에 확인함.
55. ↑  “Milwaukee Brewers at New York Yankees Box Score, May 1, 1971”. 《Baseball-Reference》 (영어). 2021년 1월 19일에 원본 문서에서 보존된 문서. 2021년 10월 11일에 확인함.
56. 1 2  Waldner, Mike (1971년 6월 30일). “Winning Teams Peaceful, Serene”. 《Clarion-Ledger》 (영어). 2021년 10월 12일에 원본 문서에서 보존된 문서. 2021년 10월 11일에 확인함 – Newspapers.com 경유.
57. ↑  “Lew Krausse 1971 Pitching Gamelogs”. 《Baseball-Reference》 (영어). 2021년 10월 6일에 원본 문서에서 보존된 문서. 2021년 10월 11일에 확인함.
58. ↑  “Milwaukee Brewers at California Angels Box Score, September 11, 1971”. 《Baseball-Reference》 (영어). 2020년 10월 1일에 원본 문서에서 보존된 문서. 2021년 10월 11일에 확인함.
59. ↑  “Red Sox, Brewers in 10‐Player Deal”. 《The New York Times》 (영어). 1971년 10월 11일. 2021년 10월 12일에 원본 문서에서 보존된 문서. 2020년 4월 13일에 확인함.
60. ↑  “Bosox Producer Kasko Casts Krausse in Long Relief Role”. 《The Sporting News》 (영어). 1972년 3월 11일. 32쪽.
61. ↑  Lowitt, Bruce (1972년 5월 1일). “Lew Krausse Assures Self Of Starting Job”. 《The Indiana Gazette》 (영어). 2021년 10월 12일에 원본 문서에서 보존된 문서. 2021년 10월 11일에 확인함 – Newspapers.com 경유.
62. 1 2  “Lew Krausse 1972 Pitching Gamelogs”. 《Baseball-Reference》 (영어). 2021년 10월 6일에 원본 문서에서 보존된 문서. 2021년 10월 11일에 확인함.
63. ↑  “Cards, Red Sox Confirm Trade of Wise for Smith”. 《The New York Times》 (영어). 1973년 10월 27일. 2020년 12월 9일에 원본 문서에서 보존된 문서. 2020년 11월 29일에 확인함.
64. 1 2  “Winning for Krausse is easier with Atlanta”. 《Tucson Citizen》 (영어). 1964년 5월 18일. 2021년 10월 12일에 원본 문서에서 보존된 문서. 2021년 10월 11일에 확인함 – Newspapers.com 경유.
65. 1 2  “Lew Krausse 1974 Pitching Gamelogs”. 《Baseball-Reference》 (영어). 2021년 10월 6일에 원본 문서에서 보존된 문서. 2021년 10월 11일에 확인함.
66. ↑  “New York Mets at Atlanta Braves Box Score, August 23, 1974”. 《Baseball-Reference》 (영어). 2021년 4월 18일에 원본 문서에서 보존된 문서. 2021년 10월 11일에 확인함.
67. ↑  McGuff, Joe (1967년 3월 8일). “Sporting Comment”. 《The Kansas City Star》 (영어). 2021년 10월 12일에 원본 문서에서 보존된 문서. 2021년 10월 11일에 확인함 – Newspapers.com 경유.
68. ↑  “Dark Talks Softly – A's Listen Hard”. 《The Sporting News》 (영어). 1966년 4월 2일. 19쪽.
69. 1 2  Kerkhoff, Blair (2021년 2월 17일). “Lew Krausse Jr., who pitched a sparking debut for Kansas City A's, dies at 77”. 《The Kansas City Star》 (영어). 2021년 2월 19일에 원본 문서에서 보존된 문서. 2021년 2월 17일에 확인함.
70. 1 2  “Lewis B. Krausse Jr.”. 《legacy.com》 (영어). 2021년 10월 12일에 원본 문서에서 보존된 문서. 2021년 10월 11일에 확인함.
71. ↑  “Baseball”. 《Welcome to the Home of the Delaware County Athletes Hall of Fame》 (영어). 2021년 3월 1일에 원본 문서에서 보존된 문서. 2021년 10월 5일에 확인함.

## 참고 문헌
- Dark, Alvin; Underwood, John (1980). 《When in Doubt, Fire the Manager: My Life and Times in Baseball》 (영어). New York: E. P. Dutton. ISBN 0-525-23264-8.